# Christian Wolff (Schauspieler)

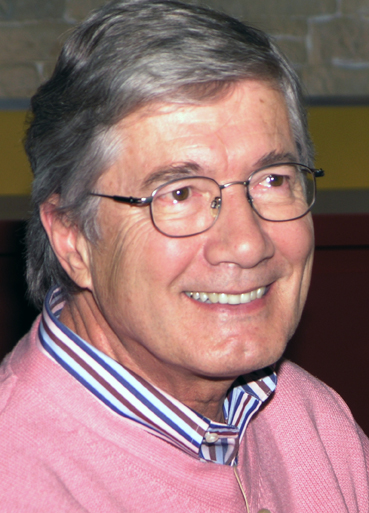
Christian Wolff (2005)

Christian Wolff (* 11. März 1938 in Berlin) ist ein deutscher Schauspieler, Synchron- und Hörbuchsprecher. Seine bekannteste Rolle spielte er zwischen 1989 und 2006 als Förster Martin Rombach in der Fernsehserie Forsthaus Falkenau.

## Leben
Christian Wolff absolvierte von 1955 bis 1957 an der Max-Reinhardt-Schule in West-Berlin ein Schauspielstudium.
Schon als Jungschauspieler war er bekannt. Sein Debüt gab er 1957 in der Hauptrolle von Veit Harlans umstrittenem Film Anders als du und ich. Die FSK gab diesen Film wegen zu positiver Darstellung der Homosexualität zunächst nicht frei. Die schließlich in westdeutschen Kinos gezeigte veränderte Fassung gilt als homophob. In Österreich lief der Film unverändert unter dem ursprünglichen Titel Das dritte Geschlecht. Es folgten Kriminal- und Unterhaltungsfilme wie Am Tag, als der Regen kam, Alt-Heidelberg, Verbrechen nach Schulschluß, Rheinsberg, Via Mala an der Seite von Gert Fröbe sowie Der blaue Nachtfalter mit Zarah Leander. Für seine Darstellung in dem Drama Verbrechen nach Schulschluß erhielt Wolff 1959 den Kritikerpreis der Filmfestspiele in San Sebastián. 1960 folgte der Bronzene Bravo Otto der Jugendzeitschrift Bravo.

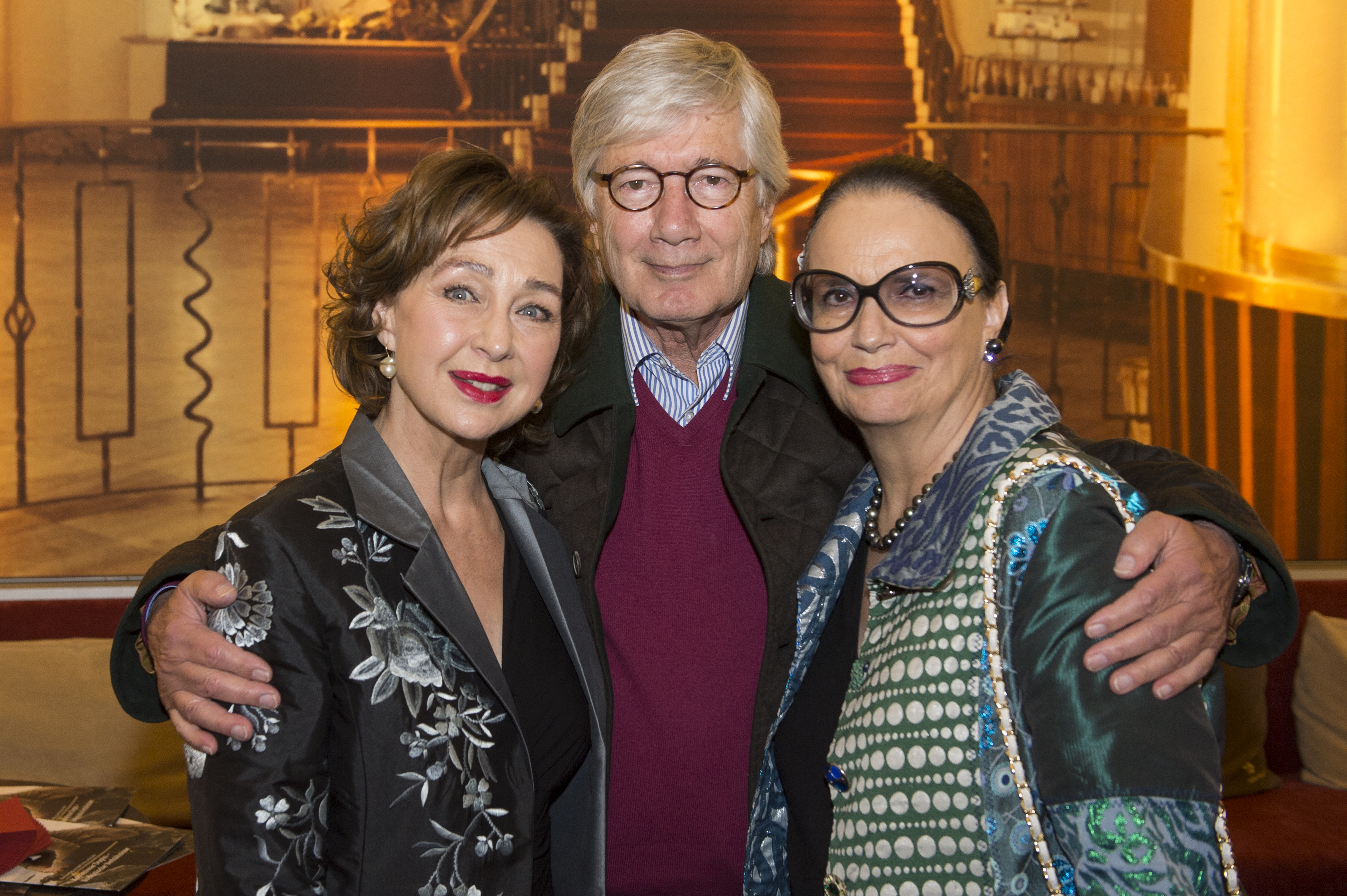
Christian Wolff (Mitte) mit Christine Kaufmann (links) und Ehefrau Marina Handloser (2014)

In den 1970er und 1980er Jahren war Wolff in vielen Fernsehserien und Fernsehfilmen zu sehen. 1983 zeigte das ZDF die Verfilmung von Else Urys Nesthäkchen mit ihm in der Hauptrolle des Vaters und Arztes Dr. Ernst Braun. Die Reihe wurde in sechs Folgen als Weihnachtsserie ausgestrahlt und von ariola als dreiteiliges Hörspiel publiziert. In den 1990er Jahren drehte er, neben der TV-Serie Forsthaus Falkenau, viele Spielfilme für das ZDF. In einigen Fernsehfilmen wie etwa Zugvögel der Liebe und Das Licht von Afrika spielte er zusammen mit seinem Sohn Patrick Wolff. Auch in den 2000er Jahren war Wolff im Fernsehen präsent.
Christian Wolff spielte seine wahrscheinlich bekannteste Rolle ab 1989 als Förster Martin Rombach in der Familienserie Forsthaus Falkenau. Die Serie wurde in den 1990er Jahren zum Dauerbrenner und Quotenerfolg für das ZDF. 2005 gab Wolff seinen Ausstieg aus der Serie bekannt. Über 2200 Drehtage stand Wolff damit für die am längsten laufende Vorabend- und Familienserie Deutschlands vor der Kamera. Als Grund für seinen Ausstieg nannte Wolff einen Herzinfarkt im Jahr 2003, der ihn damals veranlasst habe, weniger Folgen abdrehen zu wollen, was aber gegen die Pläne des ZDF gewesen sei. Wolff war am 29. Dezember 2006 zum letzten Mal als Förster in der Serie zu sehen. Mit einem Spielfilm verabschiedete der Förster sich nach Südafrika, wo er eine Farm leitet, die er von einem Freund geerbt hat.
2014 spielte er in zwei Kinofilmen: in Treppe aufwärts und in dem Film Hannas schlafende Hunde neben Hannelore Elsner.
Neben seiner Arbeit als Schauspieler synchronisierte Wolff unter anderem Pierre Brice, Alain Delon und Anthony Perkins. Er war Sprecher in TV-Dokumentationen und Hörspielproduktionen wie z. B. Das Herz des Piraten von Benno Pludra oder Die Schneekönigin von Hans Christian Andersen. 1988 übernahm er die Rolle des Erzählers in vier Folgen der Hörspielserie Die Schnorchels (Ariola express) und 1990 in weiteren fünf Folgen (Europa). Außerdem ist er in den Reihen Gruselkabinett und Titania Special des Labels Titania Medien als Erzähler zu hören. Daneben sprach er zu Beginn jeder neuen Folge der 1984 ausgestrahlten Weihnachtsserie Patrik Pacard und der 1987 ausgestrahlten Weihnachtsserie Anna die Zusammenfassung der bisherigen Geschehnisse aus dem Off.
Auch als Theaterschauspieler war Wolff seit Karrierebeginn an zahlreichen Bühnen zu sehen, so am Deutschen Theater in München, am Hebbel-Theater in Berlin, am Zimmertheater Hamburg oder in der Komödie im Bayerischen Hof in München. Auf zahlreichen Tourneen spielte er Rollen in Klassikern wie Der Kaufmann von Venedig und Nora. Zu seinen aktuelleren Theateraktivitäten zählten 2018/2019 die Stücke Kerle im Herbst oder Noch einmal verliebt von Joe DiPietro.

## Privatleben
Wolff war in erster Ehe mit der Schauspielerin Corny Collins verheiratet. Aus seiner zweiten Ehe mit der Schauspielerin Helga Lehner stammte der 1967 geborene Sohn Sascha († 2020). Am 27. Juni 1975 ging Wolff seine dritte Ehe mit der Münchner Journalistin Marina Handloser ein, die er zwei Jahre zuvor kennengelernt hatte. Der am 11. November 1975 geborene Sohn Patrick wurde ebenfalls Schauspieler und stand verschiedentlich mit Christian Wolff vor der Kamera. Wolff lebt in Aschau im Chiemgau.

## Filmografie (Auswahl)

### Kinofilme
- 1957: Anders als du und ich
- 1957: Die Frühreifen
- 1957: Immer wenn der Tag beginnt
- 1958: Es war die erste Liebe
- 1958: Don Vesuvio und das Haus der Strolche (Il bacio del sole)
- 1958: Der Schinderhannes
- 1959: Kriegsgericht
- 1959: Verbrechen nach Schulschluß
- 1959: Der blaue Nachtfalter
- 1959: Abschied von den Wolken
- 1959: Am Tag, als der Regen kam
- 1959: Alt Heidelberg
- 1960: Die Fastnachtsbeichte
- 1960: Schlußakkord
- 1961: Via Mala
- 1963: Geschminkte Jugend
- 1964: Lana – Königin der Amazonen
- 1967: Rheinsberg
- 1971: Wenn mein Schätzchen auf die Pauke haut
- 1972: Außer Rand und Band am Wolfgangsee
- 1972: Sie nannten ihn Krambambuli
- 1985: Seitenstechen
- 2015: Treppe aufwärts
- 2016: Hannas schlafende Hunde

### Fernsehfilme- und Serien
- 1959: Kabale und Liebe
- 1959: Verbrechen nach Schulschluss
- 1962: Wetter veränderlich
- 1963: Meine Frau Susanne
- 1963: … und heute ins Theater: Lady Frederick
- 1963: Feuerwerk
- 1963: Meine Frau Susanne (Folge Ein Bein in Gips)
- 1964: Das Kaffeehaus
- 1964: Alarm im Aquarium
- 1965: Die Schlüssel (Durbridge-Dreiteiler)
- 1965: Das Kriminalmuseum (Folge Der Brief)
- 1965: Der Diplomat auf Eis
- 1966: Schöne Geschichten mit Mama und Papa
- 1967: Tagebücher
- 1967: Ein Schloß in Schweden
- 1968: Sherlock Holmes (Folge Das Beryll Diadem)
- 1968: Lebeck
- 1968: Die Geschichte von Vasco
- 1969: Pater Brown (Folge Die Spitze einer Nadel)
- 1969: Meine Schwiegersöhne und ich (8 Folgen)
- 1970: Polizeifunk ruft (Folge Vor der Verjährung)
- 1970: Das Mädchen meiner Träume
- 1970: Die Auserwählten
- 1970: Der Minister und die Ente
- 1971: Die fast verkrachte Reise
- 1971: Glückspilze
- 1972: Hamburg Transit (Folge Unfall im Yachthafen)
- 1972: Die Bilder laufen
- 1973: Algebra um acht (Folge Klassentreffen)
- 1974: Engadiner Bilderbogen (13 Folgen)
- 1974: Der Scheingemahl (aus der Reihe: Die Welt der Hedwig Courths-Mahler)
- 1974: Eine ungeliebte Frau
- 1975: Das ohnmächtige Pferd
- 1975: Eine ganz gewöhnliche Geschichte
- 1976: Tatort – Kassensturz
- 1976–1977: Die Unternehmungen des Herrn Hans (20 Folgen)
- 1977: Derrick – (Folge Via Bangkok)
- 1978: Lady Audleys Geheimnis (Zweiteiler)
- 1980: Weekend
- 1981: Die Laurents (4 Folgen)
- 1982: Mein Sohn, der Minister
- 1983: Kommissariat 9 (4 Folgen)
- 1983: Derrick – (Folge Geheimnisse einer Nacht)
- 1983: Der Raub der Sabinerinnen
- 1983: Nesthäkchen (6 Folgen)
- 1985: Drei Damen vom Grill (4 Folgen)
- 1985: Grenzenloses Himmelblau
- 1986: Das Geheimnis von Lismore Castle
- 1986: Zerbrochene Brücken
- 1988: Tagebuch für einen Mörder
- 1989–2006: Forsthaus Falkenau (223 Folgen)
- 1991: Die Männer vom K3 (Folge Narkose fürs Jenseits)
- 1992: Wolffs Revier (Folge Reicher Gigolo)
- 1994: Das Traumschiff – Dubai
- 1995: Inseln unter dem Wind
- 1996: Rosamunde Pilcher – Eine besondere Liebe
- 1997: Kap der guten Hoffnung (6 Folgen)
- 2000: Stimme des Herzens
- 2001: Zugvögel der Liebe
- 2001: Anwalt des Herzens
- 2002: Entscheidung auf Mauritius
- 2003: Das Licht von Afrika
- 2004: Geheimnis der Karibik
- 2007: Fjorde der Sehnsucht
- 2007: Inga Lindström – Vickerby für immer
- 2007: Rosamunde Pilcher – Sieg der Liebe
- 2008: Das Traumhotel – China
- 2009: Für immer Venedig
- 2008, 2010: SOKO München (Folgen Requiem und Auf der Jagd)
- 2011: Der Bergdoktor (Folge Der Gang der Dinge)
- 2012: SOKO Wismar (Folge Das schönste Auto der Welt)
- 2018: Die Spezialisten – Im Namen der Opfer (Folge Die Lüge)
- 2019: SOKO München (Folge Der amerikanische Freund)
- 2023: SOKO Stuttgart (Folge Sweet Sixty)

## Synchronrollen (Auswahl)
Alain Delon
- 1963:	Lautlos wie die Nacht als Francis Verlot
- 1963:	Der Leopard	als Tancredi Falconeri  (1. Synchronisation BRD)
- 1964:	Die schwarze Tulpe als Julien de Saint Preux / Guillaume de Saint Preux
- 1966:	Zwei tolle Kerle in Texas als Don Andrea Baldazar „Baldy“
- 1966:	Brennt Paris? als Jacques Chaban-Delmas

Pierre Brice
- 1963:	Winnetou 1. Teil als Winnetou
- 1964:	Old Shatterhand als Winnetou

## Theater (Auswahl)
- Zwei Herren aus Verona
- Der Kaufmann von Venedig
- Des Meeres und der Liebe Wellen, Trauerspiel von Franz Grillparzer
- Ein Schloss in Schweden
- Gigi, Boulevard-Komödie
- Bleib wo Du bist, Liebling
- Lasst uns Lügen erzählen
- Kerle im Herbst
- Fremde Verwandte, Komödie von René Heinersdorff, Contra-Kreis-Theater, Bonn (Februar–April 2018)
- Monsieur Pierre geht online, zusammen mit Patrick Wolff, Komödie von Folke Braband nach dem Film „Un profil pour deux“, Theater am Dom, Köln (November 2022–Februar 2023)

## Hörspiele
(Quelle:)
- 1983: Nesthäkchen und ihre Puppen, Nesthäkchens erste Schuljahre, Nesthäkchen im Kinderheim, ariola, Rolle: Dr. Ernst Braun, Nesthäkchens Vater
- 1988: Die Schnorchels, Folgen 1, 3, 5, 6, ariola express, Rolle: Erzähler
- 1990: Die Schnorchels, Folgen 7, 8, 9, 10, 11, Europa, Rolle: Erzähler
- 2012: Die Schneekönigin, Titania Special Folge 8 Titania Medien, Rolle: Erzähler
- 2012: Gruselkabinett, Folge 65: Gesellschafterin gesucht, Titania Medien, Rolle: Erzähler
- 2013: Der Zauberer von Oz, Titania Special Folge 9, Titania Medien, Rolle: Erzähler